# Betula rockii
Betula rockii är en björkväxtart som först beskrevs av Alfred Rehder, och fick sitt nu gällande namn av C.-a.Jansson. Betula rockii ingår i släktet björkar, och familjen björkväxter. Inga underarter finns listade.